# Roja (film)
Pour les articles homonymes, voir Roja.
Pour plus de détails, voir Fiche technique et Distribution.
Roja est un film indien réalisé par Mani Ratnam, sorti en 1992. Il est le premier volet de la « trilogie du terrorisme », suivi de Bombay et Dil Se.

## Synopsis
Rishi, jeune ingénieur citadin, opte pour un mariage arrangé avec une villageoise, Senbagam. Lors de leur rencontre, au cours d'un des rares moments de relative intimité, Senbagam supplie Rishi de refuser ce mariage car elle en aime un autre. Elle n'ose l'avouer à sa famille, terriblement fière et honorée par cet éventuel mariage. Alors que Rishi doit faire part de sa décision face à toute la famille, il croise le regard de Roja, la jeune sœur de Senbagam, et annonce que c'est elle qu'il veut épouser. Le monde de Roja s'écroule. En effet, elle a toujours affirmé qu'elle ne se marierait pas et ferait des études. De plus elle se sent coupable, croyant avoir volé le fiancé de sa sœur. Dans ces conditions les débuts du jeune couple sont difficiles, mais cela s'arrange et tous deux partent pour le Cachemire où Rishi doit effectuer une mission pour l'armée. Leur bonheur ne semble pas connaître de limite dans cette région magnifique, quand soudain la réalité les rattrape : Rishi est enlevé par un groupe d'indépendantistes qui veut l'échanger contre leur leader emprisonné.
Après la douceur familiale du sud, puis la délicieuse découverte de l'amour, commence pour la jeune Roja le douloureux apprentissage de la peur et la confrontation aux autorités.

## Fiche technique
Sauf indication contraire, les informations mentionnées dans cette section peuvent être confirmées par la base de données cinématographiques IMDb,  présente dans la section « Liens externes ».
- Titre original : Roja
- Réalisation : Mani Ratnam
- Scénario : Mani Ratnam
- Dialogues : Sujatha Rangarajan
- Costumes : Nalini Sriram
- Photographie : K. Balachander, Mani Ratnam, Babu Bhai H. Shah, Fatehchand H. Shah
- Montage : Suresh Urs
- Musique : A. R. Rahman
- Sociétés de production : Hansa Pictures (P) Ltd., Kavithalayaa Productions, Madras Talkies
- Sociétés de distribution : Digital Entertainment (DEI), Phaedra Cinema (États-Unis), Ayngaran International, Shemaroo Video Pvt. Ltd.
- Pays d'origine :  Inde
- Langue : Hindi, marathi, tamoul, télougou
- Format : Couleurs - 2,35:1 - Stereo / SDDS - 35 mm
- Genre : Drame, romance, thriller
- Durée : 137 minutes (2 h 17)
- Dates de sortie en salles : 
  -  Inde : 12 janvier 1992

## Distribution
- Arvind Swamy : Rishi Kumar
- Madhoo : Roja
- Pankaj Kapur : Liaqat
- Nasser : Colonel Rayappa
- Janagaraj : Chajoo Maharaj
- Vaishnavi : Senbagam, sœur de Roja

## Bande originale
La musique de Roja est composée par Allah Rakha Rahman dont c'est la première bande originale. Son succès lance la carrière de A.R. Rahman. Elle contribue également à faire évoluer la musique des films indiens par l'introduction d'éléments de musique occidentale et l'utilisation d'instruments de musique modernes. Roja est la première d'une longue suite de collaborations entre A.R. Rahman et Mani Ratnam : Bombay, Aayutha Ezhutu, Alaipayuthey, Dil Se, Yuva, Guru.
La bande originale se compose de 6 morceaux : 
- Rukkumani (6:02)
- Chinna Chinna Aasai (4:57)
- Kaadhal Rojave (5:04)
- Pudhu Vellai Mazhai (5:18)
- Tamizha Tamizha (3:05)
- Chinna Chinna Aasai (1:07)

## Récompenses
- 1992 : Filmfare Award du meilleur film en tamoul
- National Film Awards 1993 :
  - National Film Award for Best Music Direction
  - Nargis Dutt Award for Best Feature Film on National Integration
- Filmfare Awards South 1993 : Filmfare Best Music Direction
- Tamil Nadu State Film Awards 1993 : Best Music